# Dollar malais
Le dollar malais  (en malais : ringgit ; en jawi : رڠڬيت) est l'unité de compte des Établissements des détroits (dissous en 1946), de la Malaisie britannique et du Brunei, à partir de 1939 et jusqu'en 1952. Il est remplacé par le dollar de la Malaisie et du Bornéo britannique. 

## Histoire monétaire
Le Board of Commissioners of Currency, Malaya, basé à Singapour, décide à partir d'octobre 1938, de lancer une nouvelle unité de compte pour l'ensemble de la Malaisie, constituée à cette époque des Établissements des détroits, de la Malaisie britannique et du Brunei. Le dollar des Établissements des détroits est abandonné en 1939, et son taux de conversion est établi au pair avec la nouvelle monnaie, à savoir 2 shillings et 4 pence de livre sterling.
En décembre 1941, les forces impériales japonaises envahissent les possessions britanniques et l'occupent jusqu'en août 1945 : durant cet intervalle, Tokyo émet une monnaie d'occupation ; la région connaît à partir de 1944 une période d'hyperinflation. Toutes ces émissions papier sont déclarées sans valeur par les Britanniques en septembre suivant.
L'administration monétaire britannique reprend le contrôle financier de la situation en avril 1946.
En janvier 1952, une nouvelle unité de compte est lancée, le dollar de la Malaisie et du Bornéo britannique.

## Émissions monétaires

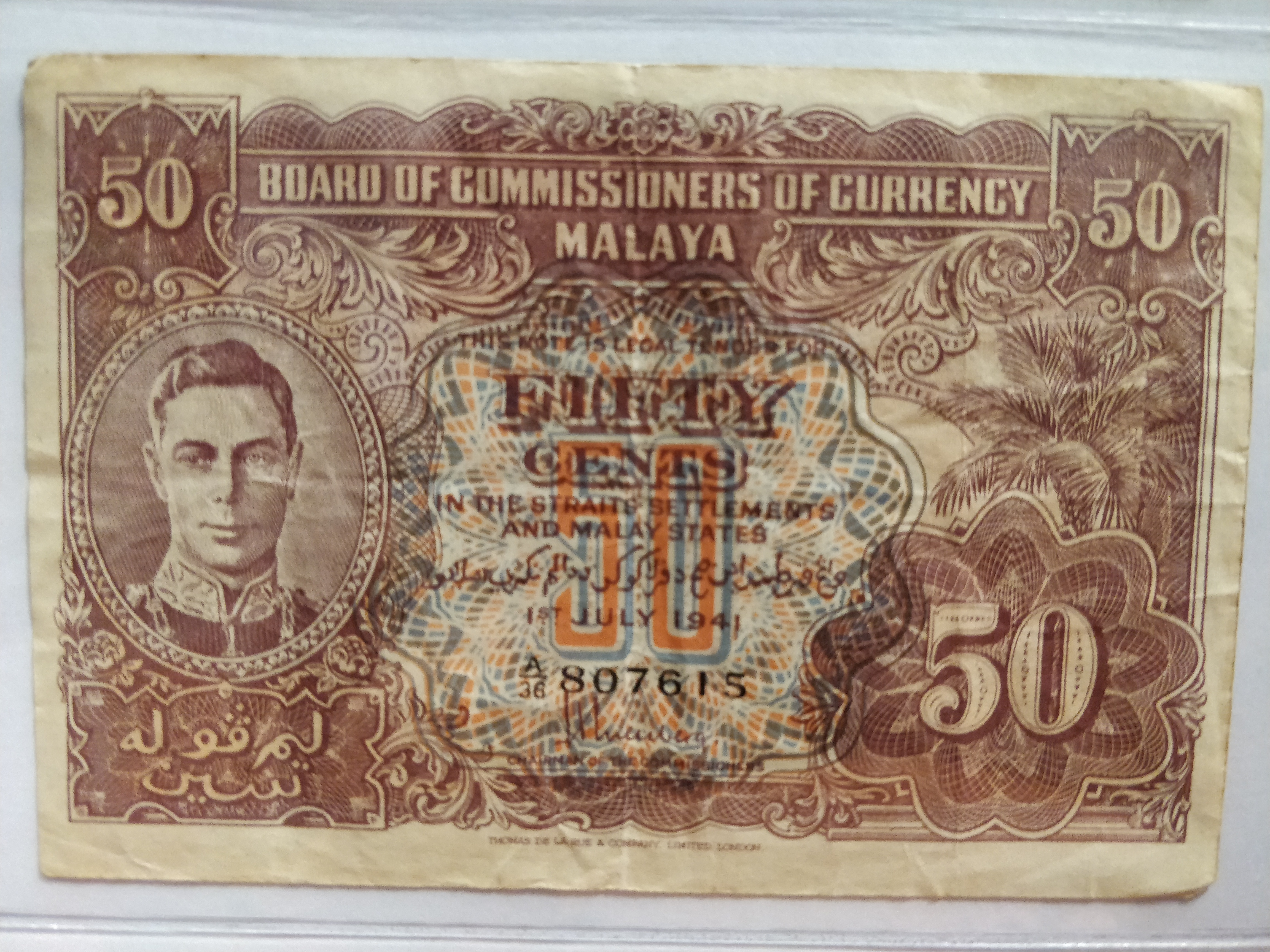
Billet de nécessité de 50 cents, série juillet 1941 (recto).

### Pièces de monnaie
Des pièces sont frappées entre 1939 et 1950, avec à l'avers le portrait du roi George VI, pour des valeurs de ½ et 1 cent en bronze, et de 5, 10, 20 cents en argent, puis en cupronickel à partir de 1948. 

### Billets de banque
Des billets de 1, 5 et 10 dollars sont fabriqués au Royaume-Uni à partir de 1940. Le navire transportant les billets de 1 et 5 dollars fut arraisonné par les forces navales allemandes : seul le billet de 10 dollars put circuler jusqu'à la fin de l'année 1941. Des billets de nécessité furent donc imprimés localement, pour des montant de 10 et 25 cents. De La Rue fabriqua en urgence à Londres des billets de 1, 5, 10, 25 et 50 cents.
En 1945, fut fabriquée une nouvelle série pour des montants de 1, 5, 10, 50, 100, 1 000 et 10 000 dollars, portant tous le millésime « 1941 ».